# Kalililo Kakonje
Kalililo Kakonje, né le 1er juin 1985 à Lusaka, est un footballeur zambien.

## Biographie
Il est international avec l'équipe de Zambie.Il participe à la Coupe d'Afrique des nations 2008 puis à la Coupe d'Afrique des nations 2010, et remporte la Coupe d'Afrique des nations 2012.

## Carrière
- 2003 : Lusaka Dynamos ( Zambie)[2]
- 2004-2005 : Power Dynamos ( Zambie)
- 2005-2007 : Lamontville Golden Arrows ( Afrique du Sud)
- 2007-2008 : Nathi Lions ( Afrique du Sud)
- 2008-2009 : AmaZulu FC ( Afrique du Sud)
- 2010 : Nkana FC ( Zambie)
- 2011 : Tout Puissant Mazembe ( République démocratique du Congo)
- 2011- : Mining Rangers ( Zambie)